# Scottish Open 2024 (Badminton)
Die Scottish Open 2024 fanden vom 21. bis zum 24. November 2024 in der Emirates Arena in Glasgow statt. Es war die 104. Austragung dieser internationalen Meisterschaften von Schottland im Badminton.

## Medaillengewinner
| Disziplin    | Gold                                    | Silber                          | Bronze                                  |
| ------------ | --------------------------------------- | ------------------------------- | --------------------------------------- |
| Herreneinzel | Julien Carraggi                         | Joran Kweekel                   | Jia Wei Joel Koh                        |
| Herreneinzel | Julien Carraggi                         | Joran Kweekel                   | Ethan Rose                              |
| Dameneinzel  | Julie Dawall Jakobsen                   | Huang Ching-ping                | Huang Yu-hsun                           |
| Dameneinzel  | Julie Dawall Jakobsen                   | Huang Ching-ping                | Kisona Selvaduray                       |
| Herrendoppel | William Kryger Boe Christian Faust Kjær | Eloi Adam Léo Rossi             | Alexander Dunn Adam Pringle             |
| Herrendoppel | William Kryger Boe Christian Faust Kjær | Eloi Adam Léo Rossi             | Christopher Grimley Matthew Grimley     |
| Damendoppel  | Debora Jille Sara Thygesen              | Chloe Birch Estelle van Leeuwen | Julie Finne-Ipsen Mai Surrow            |
| Damendoppel  | Debora Jille Sara Thygesen              | Chloe Birch Estelle van Leeuwen | Natasja P. Anthonisen Maiken Fruergaard |
| Mixed        | Alexander Dunn Julie MacPherson         | Rubén García Lucía Rodríguez    | Samuel Jones Annie Lado                 |
| Mixed        | Alexander Dunn Julie MacPherson         | Rubén García Lucía Rodríguez    | Christian Faust Kjær Maiken Fruergaard  |